# 2-オクチン酸メチル
2-オクチン酸メチルは分子中に三重結合を持つアセチレンカルボン酸エステルの一つである。ヘプチンカルボン酸メチルとも表記される。

## 香料
グリーン香、バイオレット香を付与する目的で調合香料に使用される。フレーバーではキュウリ、ベリー、ピーチ、洋酒タイプに0.15～2ppmほど使用される。一般に三重結合を持つ化合物は皮膚への刺激性があるため、石鹸やローションへの使用は微量にとどめ、口紅には使用を避けるべきである。国際香粧品香料協会（IFRA）は単独あるいは最終製品中、合計量0.01%以下、芳香剤など皮膚に触れない製品では最終製品中0.1%以下とする制限を設けている。商標名には、ジボダン社の「Folione」がある。自然界には存在しない化合物（Not nature identical）である。
福島大学の平修はイメージングMSを使用した研究で、化粧品などに使用された本物質が自己免疫性肝臓疾患の原因物質であることを示した

## 製法
ヘプタナールから製造される。日本の消防法では危険物第4類第三石油類（非水溶性）に区分される。